# Ameristar Air Cargo
Ameristar Air Cargo, Inc. (mã ICAO = AJI) là hãng hàng không của Hoa Kỳ, trụ sở ở Dallas, Texas. Hãng đảm nhận việc chở hành khách và hàng hóa trong nước cũng như môi giới cho các hãng hàng không chở hàng hóa khác. Căn cứ chính của hãng ở Sân bay Addison, bắc Dallas, và các căn cứ khác ở Sân bay Detroit Ypsilanti Michigan và Sân bay quốc tế El Paso

## Lịch sử
Ameristar Air Cargo được thành lập và bắt đầu hoạt động từ ngày 4.9.2000 do Tom Wachendorfer - chủ tịch hãng - làm chủ. Tom Wachendorfer cũng làm chủ hãng Ameristar Jet Charter. Việc chở hành khách bắt đầu từ tháng 9/2005 bằng máy bay Boeing 737-200..

## Đội máy bay
(Tháng 3/2007):
- 3 Boeing 737-200
- 3 McDonnell Douglas DC-9-15